# Simulium palauense
Simulium palauense är en tvåvingeart som beskrevs av Stone 1964. Simulium palauense ingår i släktet Simulium och familjen knott. Inga underarter finns listade i Catalogue of Life.